# El Bradâa
El Bradâa (arabe : البرادعة) est une ville du Sahel tunisien située à une vingtaine de kilomètres au sud de Mahdia, entre Ksour Essef et Melloulèche.
Rattachée administrativement au gouvernorat de Mahdia, elle constitue une municipalité comptant 7 404 habitants en 2014.
La région est caractérisée par sa production d'huile d'olive.